# Picnic of Love
Picnic of Love è il quinto album in studio del gruppo musicale statunitense Anal Cunt, pubblicato nel 1998.

## Il disco
Il disco rappresenta una parodia di canzoni d'amore e rappresenta di fatto un'eccezione della discografia del gruppo, ossia contiene molti aspetti totalmente opposti rispetto alla produzione della band. I normali album del gruppo, infatti, erano caratterizzati da 40-50 brani, mentre questo ne contiene undici, la cui durata è "normale" rispetto ai brani precedenti, molti dei quali avevano meno di un minuto di lunghezza; inoltre le tipiche chitarre distorte e la voce urlata dei brani degli Anal Cunt sono qui sostituiti da chitarra acustica e voce cantata anche in falsetto da Seth Putnam. Infine, le canzoni sono inoffensive e dolci, a differenza di quelle offensive dei precedenti dischi.

## Tracce
1. Picnic of Love – 2:17
2. I Respect Your Feelings as a Woman and a Human – 2:04
3. I Wanna Grow Old with You – 2:51
4. Saving Ourselves for Marriage – 3:07
5. Greed Is Something We Don't Need – 3:13
6. I'm Not That Kind of Boy – 2:38
7. I Couldn't Afford to Buy You a Present (So I Wrote You This Song) – 3:27
8. I'd Love to Have Your Daughter's Hand in Marriage – 1:51
9. My Woman, My Lover, My Friend – 3:29
10. Waterfall Wishes – 3:16
11. In My Heart There's a Star Named After You – 3:27

## Formazione
- "Sensitive" Seth Putnam – voce
- Allison Dunn – voce (1, 5)
- "Gentle" Josh Martin – chitarra acustica